# Maquinària de setge

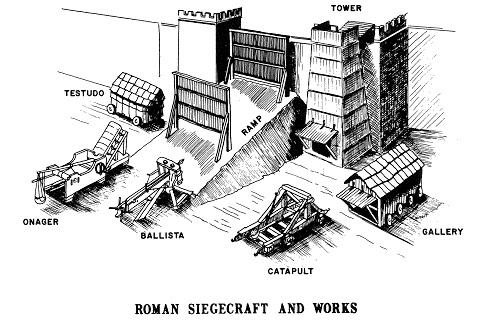
Armes de setge de l'antiga Roma (il·lustració).

La maquinària de setge són armes que es feien servir en l'antiguitat per a destruir o superar fortaleses, muralles i castells de manera eficaç durant un setge. La maquinària de setge permetia estalviar temps i augmentar les possibilitats d'èxit en la conquesta de la ciutat. Estava dissenyada principalment per a anar esquivant els obstacles que una fortalesa podia suposar per a l'exèrcit atacant.

## Història

### L'antiguitat
D'entre la diferent gamma d'armes de setge, la primera a aparèixer a Europa va ser l'ariet, seguida de la catapulta, ja en l'antiga Grècia. Els espartans van utilitzar ariets en el setge de Platea, el 429 aC, però pel que sembla els grecs van limitar l'ús d'armes de setge a la utilització d'escales per a l'assalt de la ciutat, encara que les forces del Peloponès van utilitzar una arma semblant al llançaflames. Recentment s'ha arribat a proposar que el Cavall de Troia no fos, com es conta, un amagatall per als atacants, sinó un ariet bastant gran amb forma de cavall.
Les primera civilització mediterrània a utilitzar maquinària de setge va ser la cartaginesa, que va utilitzar torres de setge i ariets contra les colònies gregues de l'illa de Sicília. Aquestes armes, al seu torn, van influenciar al llavors governant de Siracusa, Dionís el Vell, que va desenvolupar una sèrie de màquines de setge, com la balista.
A Macedònia, Filip II, Alexandre el Gran i altres reis van impulsar l'evolució de la maquinària a unes dimensions mai vistes fins aleshores, construint també grans estructures. Per exemple, l'any 304 aC, el rei Demetri Poliorcetes va fer servir la torre Helepolis ("conqueridora de ciutats"); era una torre de 9 plantes, recoberta amb ferro, de 40 metres d'altura i 21 metres d'ample que pesava 180 tones. Les armes més utilitzades eren els ariets o tortugues, que es movien impulsats de maneres diferents per tal que permetessin a l'atacant arribar a les muralles de la ciutat amb un cert grau de seguretat.
Per als setges en zones marítimes també s'utilitzaven màquines sambykē o sambuca. Es tractava d'escales gegants que servien per a transportar tropes dins de les muralles o de les ciutats costaneres. Normalment anaven muntades en dos o més vaixells lligats, i algunes tenien escuts en la part superior per protegir els escaladors de les fletxes. També s'utilitzaven màquines amb forma de frontissa per atrapar armament enemic o, fins i tot, a soldats de l'exèrcit contrari mitjançant afegits que probablement són antecessors del corvus romà, o per deixar caure sobre l'enemic pesos pesants.
Els romans preferien l'assalt a les muralles de la ciutat mitjançant la construcció de rampes de terra (agger) o simplement escalant les parets, com en el setge a la ciutat samnita de Silvium, l'any 306 aC. Els soldats que treballaven a les rampes es protegien amb escuts denominats vinea, que es col·locaven formant un llarg corredor. Quan es dreçava es feien servir escuts de vímet (plutei) per a protegir l'entrada frontal al corredor. De vegades els romans utilitzaven una altra màquina que s'assemblava a la tortuga grega, anomenada musculus ("petit ratolí"), per omplir les fosses, i també es van utilitzar ariets a gran escala. Les torres de setge van ser utilitzades per primera vegada per les legions romanes al voltant del 200 aC. També feren servir escales de setge en els setges de Cartago Nova i d'Orongis. Titus Livi destaca sobre aquest últim setge els mitjans emprats per fer aconseguir la rendició, ja que els orongins tenien un elevat coneixement i arsenal per a defensar-se.

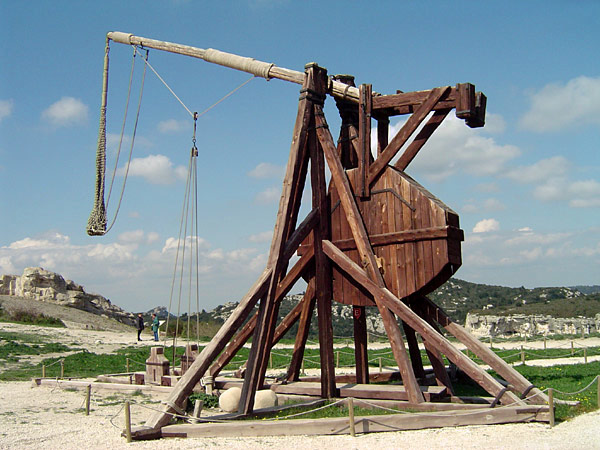
Trabuquet.

El primer cas documentat d'artilleria de setge antiga va ser el gastraphetes, un tipus de llançador de fletxes que es muntaven en estructures de fusta. L'increment de la mida de les màquines posteriors van obligar a introduir mesures per a la càrrega dels projectils, que s'havien anat millorant, fins i tot, amb el llançament de roques. Després van aparèixer sistemes de torsió, basats en l'aplicació de tensió a tendons. L'onagre va ser la gran aportació romana en aquest camp.

### Edat mitjana i moderna

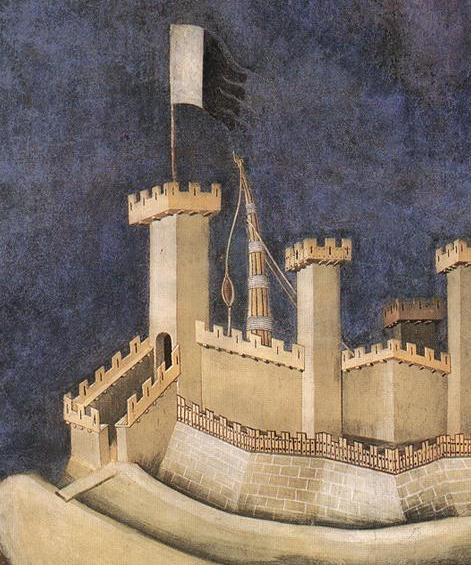
Una màquina defensiva de llançament de roques.
Fresc Guidoriccio da Fogliano, de Simone Martini (segle XIV).

Els dissenys medievals inclouen la catapulta, evolució de l'onagre, la ballista i el trabuquet. Aquestes màquines utilitzaven energia mecànica per llançar grans projectils amb l'objectiu de destruir les muralles. A Europa, un tipus de catapulta ja l'havia fet servir va Dionís el Vell, l'any 399 aC. També s'utilitzaven l'ariet i la torre de setge, una torre de fusta amb rodes que permetia als atacants escalar les muralles estant alhora protegits de les fletxes enemigues.
Una confrontació militar típica de l'edat mitjana esdevenia quan un exèrcit assetjava el castell de l'oponent. Si aquest estava ben defensat, les opcions es limitaven a establir un setge amb la finalitat de retre la fortalesa per gana, o a utilitzar màquines de setge per destruir les defenses fortificades. Hi havia altres tàctiques, com encendre focs al voltant de les muralles per intentar descompondre el ciment que subjectava les pedres. També de vegades es minaven els fonaments amb túnels excavats sota les muralles.
Amb l'aparició de la pólvora, van aparèixer també les armes de foc com l'arcabús o el canó. Més endavant es van desenvolupar el morter i l'artilleria. Aquestes armes van demostrar ser tan efectives que les fortificacions tipus que s'havien construït fins a l'època (les muralles de les fortaleses) van haver de redissenyar-se, i a partir de llavors van començar a construir-se muralles més baixes i gruixudes, tal com exemplifiquen els dissenys del mètode Vauban.

#### Aportacions catalanes
Les descripcions de màquines de setge són relativament nombroses en les cròniques catalanes. Un cas particular posterior és el d'Alfons el Magnànim amb una munió d'armes, de màquines de guerra i de ginys d'assalt fetes a Catalunya segons el seu cronista Melcior Miralles.
- 1419. Grans escales de setge d'Alfons el Magnànim. Sobre sis rodes i cadascuna amb nom (Santa Caterina, Santa Clara, Sant Antoni, Sant Jordi, Sant Jaume). Escales petites que podien empalmar-se.[8]
- 1420. Setge de Bonifacio per part de l'estol d'Alfons el Magnànim. Són esmentades les “bombardes manuals”, anomenades “escopetes”, que tiraven bales de plom.[9]
  - Segons la versió de Melcior Miralles, es tractava de 10.000 espingardes, fabricades a Barcelona.[10]

| «                                                                              | “Gli Aragonesi poi dalle gabbie degli alberi e sulle torri dei navigli, senza posa, spesseggiavano con dardi, misti a bombarde metalliche a mano, introdotte in una canna simile a un fucile, chiamata schioppetto, con la quale chi portavala colpiva con una pallottola dì piombo spinta dalla violenza del fuoco”. | » |
| — Istoria di Corsica-De rebus corsicis (en llatí i italià). Per Pietro Cirneo. | |   |

- 1433. L'estol d'Alfons el Magnànim que salpà cap a Sicília, va carregar a Barcelona moltes "artilleries" (molts ginys d'assalt), fabricades segons Melcior Miralles a Catalunya.[11] Dins d'una llarga descripció, el cronista esmenta unes escales molt altes fortificades a la part superior amb una verdesca cadascuna. És important que la descripció especifiqui "a manera de castell". Això indica que una de les formes de la verdesca imitava un petit castell, construït de fusta.

| «                            | DE LES ARTELERIES QUE PORTAVA LO SENYOR REY EN LES NAUS E GALERES DE CATALUNYA: Primo, portava lo dit senyor rey .CC.LXXX. escales de fust, les quals se arboraven a la popa de la nau, e cascuna era larga .XII. palms més que la gàbia de la nau, e amples que dos hòmens armats podien muntar egual... En cascuna nau portava dues escales –cascuna era pus alta que no la gàbia de la nau .XXXX. palms–, e heren entoldades e cubertes, en manera que ells que pugaven sens peril, e dalt, al cap de les escales, tenien huna verdesca a manera de castel, ab dos portes ab perns, en manera que's podien tanquar e hobrir e fer armes, e podien estar en cascuna verdesca XV hòmens d'armes o balestés ... | » |
| — Melcior Miralles. Dietari. | |   |

- 1433. L'estol d'Alfons el Magnànim que salpà cap a Sicília va carregar a Barcelona 200.000 unitats de “granades de mà” primitives.[12]

| «                                                                        | “...Encara portava .CC. mília magranes de coure plenes pólvora, e com hi metien foch fien gran remor, e, com se trenquaven los troços, fien tant de mal que metien per terra a quants toquaven...” . | » |
| — Melcior Miralles: Crònica i dietari del capellà d'Alfons el Magnànim . | |   |

### Elseglexx
La major peça d'artilleria la van usar els alemanys en el setge de París durant la Primera Guerra Mundial; anava sobre rails. Els canons més grans i de més llarg abast que es van voler usar durant la Segona Guerra Mundial van ser els poc coneguts canons V3 alemanys, que estaven dissenyats per disparar obusos de més d'un metre de diàmetre, i van ser construïts a la costa francesa per a atacar Londres. Van cessar construir-ne després d'un bombardeig amb bombes de penetració per les forces aliades. Encara se'n poden veure en l'actualitat les restes.
Abans de la Guerra del Golf es creia que les forces armades iraquianes desenvolupaven un «supercanó» per atacar Israel, sota les instruccions d'un enginyer canadenc anomenat Gerald Bull. Aquest enginyer hauria estat assassinat pels serveis secrets israelians, el Mossad.
Les armes de setge en l'actualitat es consideren obsoletes a causa de l'efectivitat de les forces aèries i els bombardeigs aire-terra, i també l'ús del míssil de creuer, que han fet que les fortificacions defensives hagin quedat obsoletes. L'únic tipus de defensa estàtica actualment efectiu són els búnquers a gran profunditat per al comandament militar. Fins i tot en aquests casos hi ha dubtes si són realment útils, com que es fa servir més aviat el comandament descentralitzat i centres de comandament mòbils.